# فيروس داء غابة كياسانور
فيروس داء غابة كياسانور (بالإنجليزية: Kyasanur forest disease virus)‏ هو الفيروس المسبب لداء غابة كياسانور.

## التصنيف
فيروس داء غابة كياسانور هو أحد أنواع جنس الفيروسة المصفرة. هذا الجنس يضم فيروسات أخرى مثل فيروس التهاب الدماغ المحمول بالقراد وفيروس حمى أومسك النزفية وفيروس الداء القفزي وفيروس لانغات وفيروس الخرمة.